# Marcelle Barbey-Gampert
Marcelle Barbey-Gampert (30 ottobre 1895 – 1987) è stata una botanica, geologa e climatologa svizzera, nota per gli studi fitogeografici sui Picos de Europa.

## Opere
- M. Barbey-Gampert, Esquisse de la Flore des Picos de Europa., in Bull. Soc. Bot. Genève, Série 2, vol. 12, 1921,  pp. 220-245.